# Vaca tora

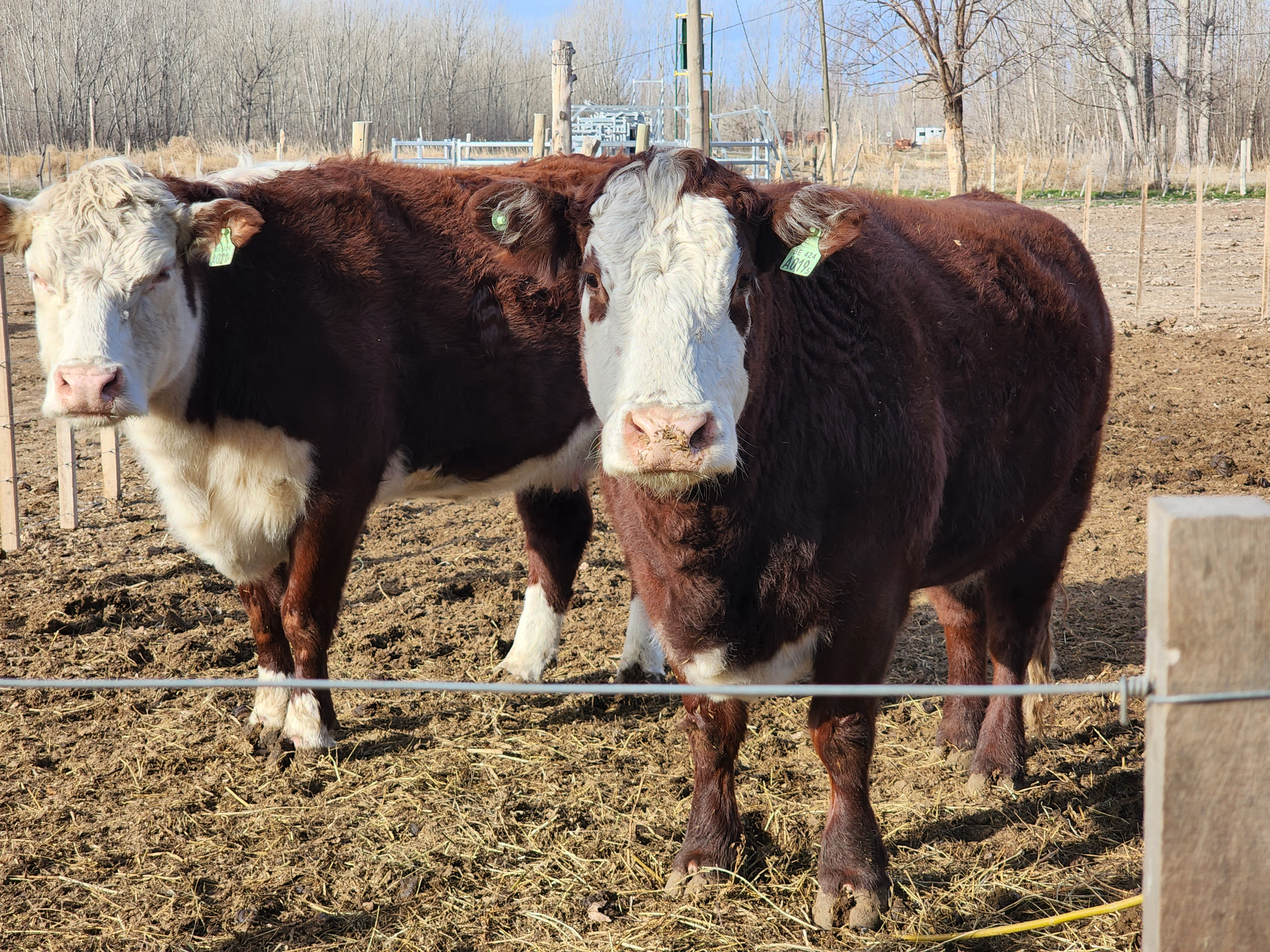

La vaca tora es la vaca que se encuentra en celo. Este nombre viene dado por su comportamiento, ya que la excitación del animal provoca que actúe como un toro, montando y siendo montada por otras vacas.

## Estabulamiento y semi-libertad
- Suele darse en animales productores de leche.

- Para el ganadero, el saber identificar el comportamiento de una vaca en celo es crucial para la rentabilidad de su negocio, sobre todo en "Industrias de Leche", pues no suele tener al toro (semental) mezclado con las vacas (ya que revolvería el ganado, bajando la producción lechera, sobre todo, o en ocasiones no tienen toro porque practican la inseminación artificial), por lo que ha de conocer el momento preciso del celo para "fecundar" a la vaca. El interés que hay en que una vaca quede preñada cuanto antes se explica conociendo que si no pare no da leche (que en origen se produce "para" alimentar al ternero), y alimentar un animal que no da leche es perder dinero.

- Así, es frecuente encontrarse ganaderos paseando por las cuadras mientras observan con curiosidad cómo se mueven sus vacas, al acecho de una muestra de vitalidad excesiva, agresividad inusual, o frotamiento entre vacas sospechoso que delate su estado receptivo.

## Régimen libre
- Así se encuentran casi sólo animales destinados a la producción de carne, y los toros suelen estar entre las reses, por lo que no es necesario el avistamiento. En estos casos las vacas, además de ser identificadas por los sementales a causa de feromonas emitidas, se acercan a los toros y les avisan por si acaso, montándolos a ellos, empujándolos, etc. Por lo general no suele ser necesario mucho aviso.
- En casos de mejora genética de las reses por importaciones de semen, los animales estarían estabulados para su mejor control, por lo que estarían en el régimen anterior.

## Identificación automática del celo
- Hoy en día, las prácticas del avistamiento, si bien no han desaparecido, han dejado de ser tan frecuentes y necesarias como lo eran hace tan solo una década, dado el amplio abanico existente de sistemas eléctricos de identificación de las "vacas toras". La mayoría se basan en medir la activad de los animales, registrando su dinámica habitual, para emitir un mensaje de alerta al detectar una actividad superior a esta última, lo que se interpreta como excitación del animal.
- En general son muy fiables, y los fallos son más por exceso que por defecto de identificaciones, cosa buena. Este sistema permite al ganadero llevar un estilo de vida "menos esclavo" o "atado a la vaca".

## Tipos de celo en la vaca
- Activo (el más común)
- Anual (propio en vacas viejas, secas, o de desecho)
- Cachondo (enfermizo, ninfomaníaco. Los animales necesitan tratamiento, y se produce el comportamiento aun sin estar en período de celo) (nombre usado también en la "jerga veterinaria" para describir a la yegua en celo)
- Juzgado (nuevo: se han dado casos en animales transgénicos y de laboratorio)
- Minual (el más arcaico)
- Morbino
- Periódico (más frecuente en vacas jóvenes)
- Procaz (característico de las búfalas domésticas, las de la mozzarella)
- Sarduzo (sólo ocurre en vacas de clima nórdico, como en las escandinavas, etc.)
- Tecrenco (más frecuente en vacas en régimen de libertad/ extensivo)
- Cevedu (similar al Tecrenco pero en vacas estabuladas/semiintensivo destinadas a la producción de cuernos para la industria cervecera,estas vacas sufren modificaciones estrales debido a la inyección via intraperitoneal de distintos tipos de pigmentos que se depositaran en los cuernos confiriéndoles distintas tonalidades a la hora de confeccionar las jarras de cerveza)